# Nactus sphaerodactylodes
Nactus sphaerodactylodes — вид геконоподібних ящірок родини геконових (Gekkonidae). Ендемік Папуа Нової Гвінеї.

## Поширення і екологія
Nactus sphaerodactylodes мешкають на островах Тагула, Місіма і Вудларк в архіпелазі Луїзіада.  Вони живуть у вологих тропічних лісах і в садах, на висоті до 40 м над рівнем моря.